# Pacto de Solidaridad Económica
El Pacto de Solidaridad Económica (PSE) fue un acuerdo político-económico firmado el 15 de diciembre de 1987 por el entonces presidente de México Miguel de la Madrid, promotor del mismo, con el sector productivo de México, representado por Agustín Legorreta, cabeza de la fracción empresarial, y Fidel Velázquez, líder de la Confederación de Trabajadores de México, con el objetivo de detener el incremento de los intereses, la inflación y la devaluación del peso mexicano. Este pacto fue reforzado en 1989 por el presidente Carlos Salinas de Gortari con la firma del Pacto para la Estabilidad y el Crecimiento Económico (PECE) y fue exitoso al detener la inflación y mantener un crecimiento económico moderado, aunque trajo o mantuvo problemas como el deterioro de la capacidad productiva local, la pérdida del valor real de los salarios, y el aumento del desempleo.
Sus objetivos eran:
- Deslizar el peso frente al dólar.
- Incrementar el salario entre 6% y 8%.
- Aumentar el precio de productos y servicios de sector sin contemplar gasolina , electricidad ni gas, que tiene mayor impacto en la inflación.
- Defender la estabilidad de precios.
- Promover el crecimiento económico.
- Estimular la producción agrícola por medio de la canalización del crédito público.
- Renegociar la deuda externa.

Este pacto fue creado entre gobierno, productores, comerciantes y consumidores, en el cual el gobierno se comprometía a no incrementar impuestos, costo de luz, combustibles, agua y teléfono (industrias controladas por el gobierno), en cambio el productor de igual manera se comprometía a mantener precios de sus productos, los comerciantes de igual modo no incrementarían precios a los consumidores y los consumidores no demandarían más incrementos salariales, de esta manera se rompió el ciclo:
Incremento salarial provoca mayores gastos a la empresa que incrementa precios al comerciante que a su vez incrementa precios a los consumidores, que necesitaban ganar más para comprar lo mismo.
De acuerdo con el texto México: Modernización financiera integral en la condicionalidad de las políticas de ajuste estructura , de Irma Manrique Campos, el Pacto de Solidaridad Económica no alcanzó los objetivos deseados; por el contrario, atrajo, entre otros problemas, las siguientes consecuencias:
- El crecimiento económico moderado entre 1989 y 1991 empezó a decrecer a partir de 1992, sin llegar a obtener el 6% de incremento en 1993 y 1994 como se había proyectado.
- Las tasas de interés fueron muy altas, sobre todo a partir de 1988, para estimular y mantener los flujos de capital externo.
- El nivel salarial mantuvo un bajo poder adquisitivo, y aunado a la baja tasa de empleo denotó una política de ajuste estructural de carácter excluyente.
- Todo lo anterior llevó a más privatizaciones y a la profundización del proceso de desregulación de la economía, así como a una mayor apertura comercial y financiera del país, concluye el texto.

El 1 de diciembre de 1994, Salinas terminó su mandato y Zedillo tomó posesión de la Presidencia. Nadie imaginaba entonces que México estaba a punto de sufrir una de las crisis más angustiosas de su historia.